# Водяна Балка (Кам'янський район)
Водяна́ Ба́лка (до 2024 — Первома́йське) — село в Україні, у Затишнянській сільській громаді Кам'янського району Дніпропетровської області.
Населення — 7 мешканців.

## Географія
Село Водяна Балка знаходиться на лівому березі річки Водяна, вище за течією на відстані 4,5 км розташоване село Любимівка, нижче за течією на відстані 0,5 км розташоване село Олександро-Білівка Криворізького району. Поруч проходить автомобільна дорога Т 0432.

## Населення

### Мова
Розподіл населення за рідною мовою за даними перепису 2001 року:
| Мова       | Кількість | Відсоток |
| ---------- | --------- | -------- |
| українська | 7         | 100%     |